# Objetivo de Desenvolvimento Sustentável 9

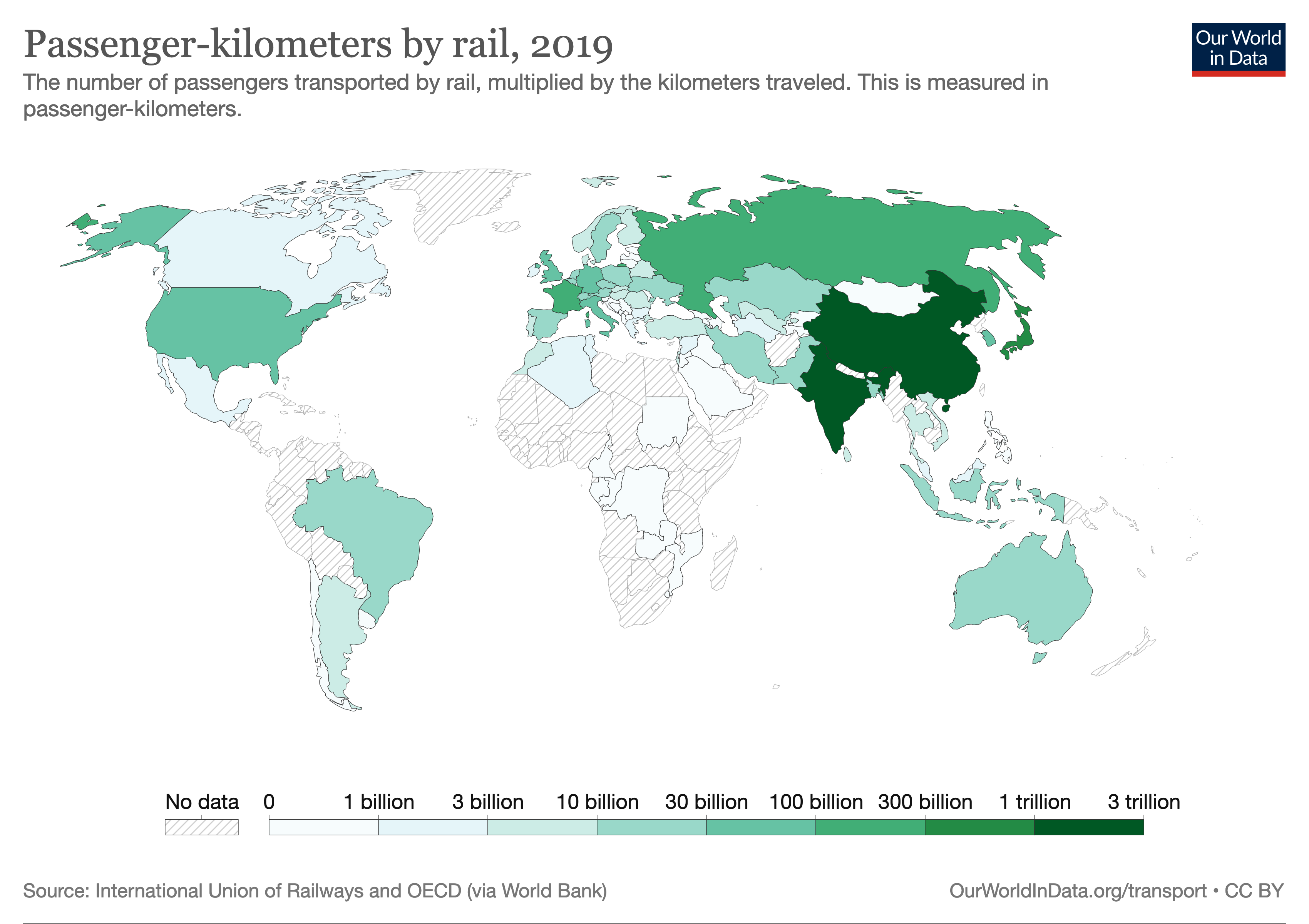
Ferrovias, passageiros transportados (passageiros-km)

O Objetivo de Desenvolvimento Sustentável 9 (também conhecido como ODS 9) aborda as áreas de indústria, inovação e infraestrutura e faz parte dos 17 Objetivos de Desenvolvimento Sustentável estabelecidos pela Assembleia Geral das Nações Unidas em 2015. O ODS 9 tem como objetivo construir infraestruturas resilientes, promover a industrialização sustentável e estimular a inovação.  
O ODS 9 possui oito metas, cujo progresso é avaliado por doze indicadores. As cinco primeiras metas são focadas em resultados e incluem:
1. Desenvolver infraestruturas sustentáveis, resilientes e inclusivas.
2. Promover a industrialização inclusiva e sustentável.
3. Aumentar o acesso aos serviços e mercados financeiros.
4. Melhorar todas as indústrias e infraestruturas para a sustentabilidade.
5. Aprimorar a pesquisa e atualizar as tecnologias industriais.

As três metas restantes concentram-se nos meios de implementação e são as seguintes:
1. Facilitar o desenvolvimento sustentável de infraestruturas nos países em desenvolvimento.
2. Apoiar o desenvolvimento tecnológico nacional e a diversificação industrial.
3. Garantir acesso universal às tecnologias de informação e comunicação.

Em 2019, foi comunicado que “a intensidade das emissões globais de dióxido de carbono diminuiu em quase um quarto desde 2000, evidenciando uma dissociação geral entre as emissões de dióxido de carbono e o crescimento do PIB”. Apesar disso, milhões de pessoas ainda não têm acesso à Internet devido a custos, falta de cobertura e outros fatores. Estima-se que apenas 54% da população mundial sejam usuárias de Internet atualmente (em 2020). 

## Fundo
O objetivo de alcançar uma industrialização inclusiva e sustentável é “libertar forças econômicas dinâmicas e competitivas que geram emprego e rendimento”. Esse objetivo engloba a promoção da resiliência (principalmente na área de engenharia e construção) e também a resiliência urbana. 
O Objetivo de Desenvolvimento Sustentável 9 reconhece que a capacidade da humanidade de se conectar e comunicar de forma eficaz, de movimentar pessoas e coisas de forma eficiente e de desenvolver novas competências, indústrias e tecnologias, é crucial para superar os muitos desafios económicos, sociais e ambientais interligados no século XXI.
Para alcançar uma comunidade bem-sucedida, é essencial ter uma infraestrutura funcional e robusta como requisito básico. O Objetivo de Desenvolvimento Sustentável 9 (ODS 9) está diretamente relacionado à promoção de tecnologias inovadoras e sustentáveis, bem como à garantia de acesso igualitário e universal à informação e aos mercados financeiros. 

O desenvolvimento tecnológico em infraestrutura é o que dá origem a uma sociedade sustentável. Espera-se que isso crie prosperidade e empregos, além de construir sociedades estáveis e prósperas em todo o mundo. A ênfase principal está no desenvolvimento de soluções infraestruturas fiáveis e sustentáveis que apoiem o desenvolvimento econômico, bem como o bem-estar humano, garantindo ao mesmo tempo a acessibilidade financeira. Este objetivo visa garantir que todas as sociedades do mundo possuam boas infraestruturas.  

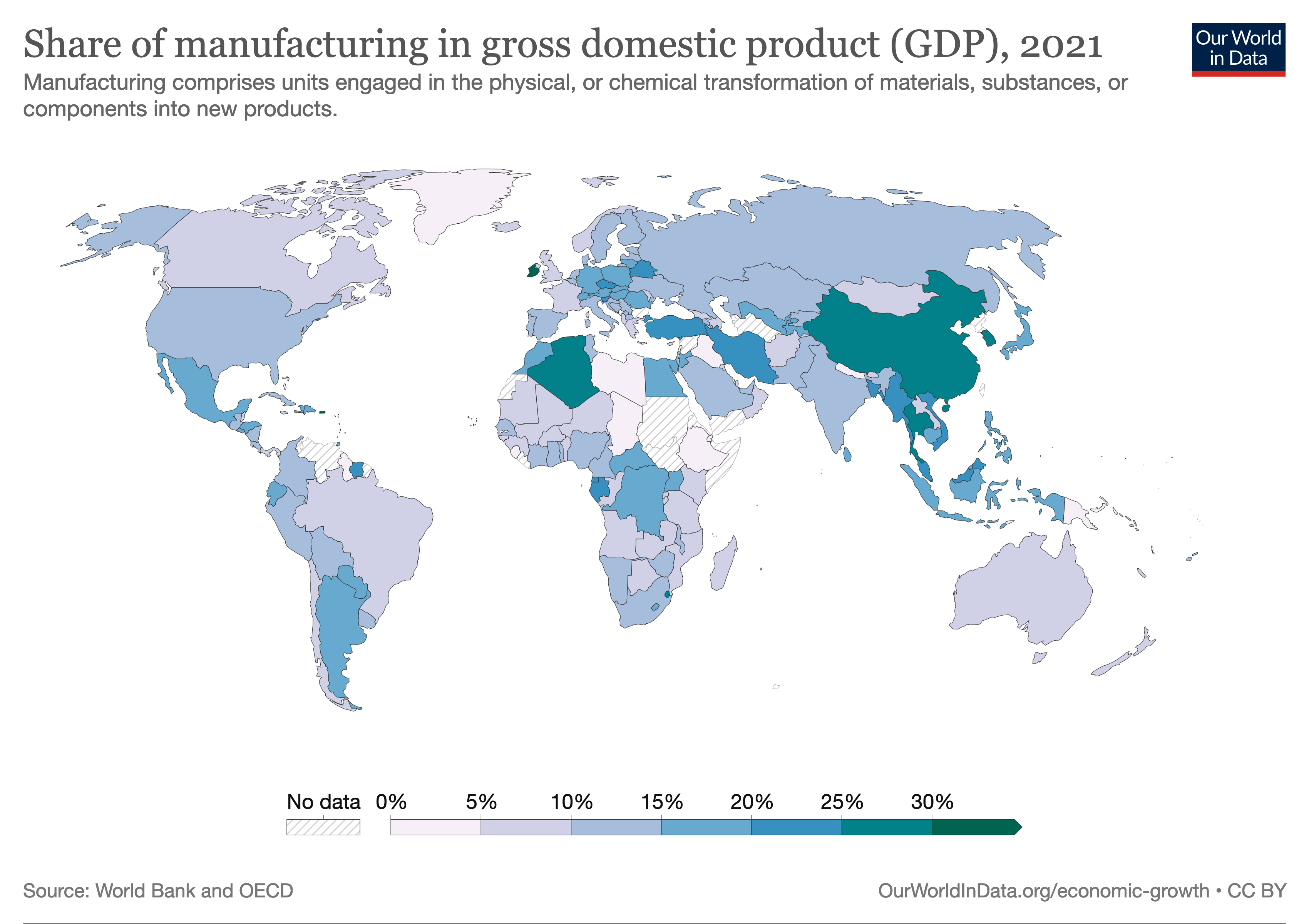
Valor acrescentado da indústria transformadora ao PIB (em %).

Os principais desafios incluem: a melhoria do acesso à Internet nos países em desenvolvimento; os transportes inadequados; e a disparidade do investimento em Investigação e Desenvolvimento e o número de investigadores nos países em desenvolvimento quando comparados com os países desenvolvidos. Alcançar o ODS 9 exigirá vontade política e financiamento significativos. 

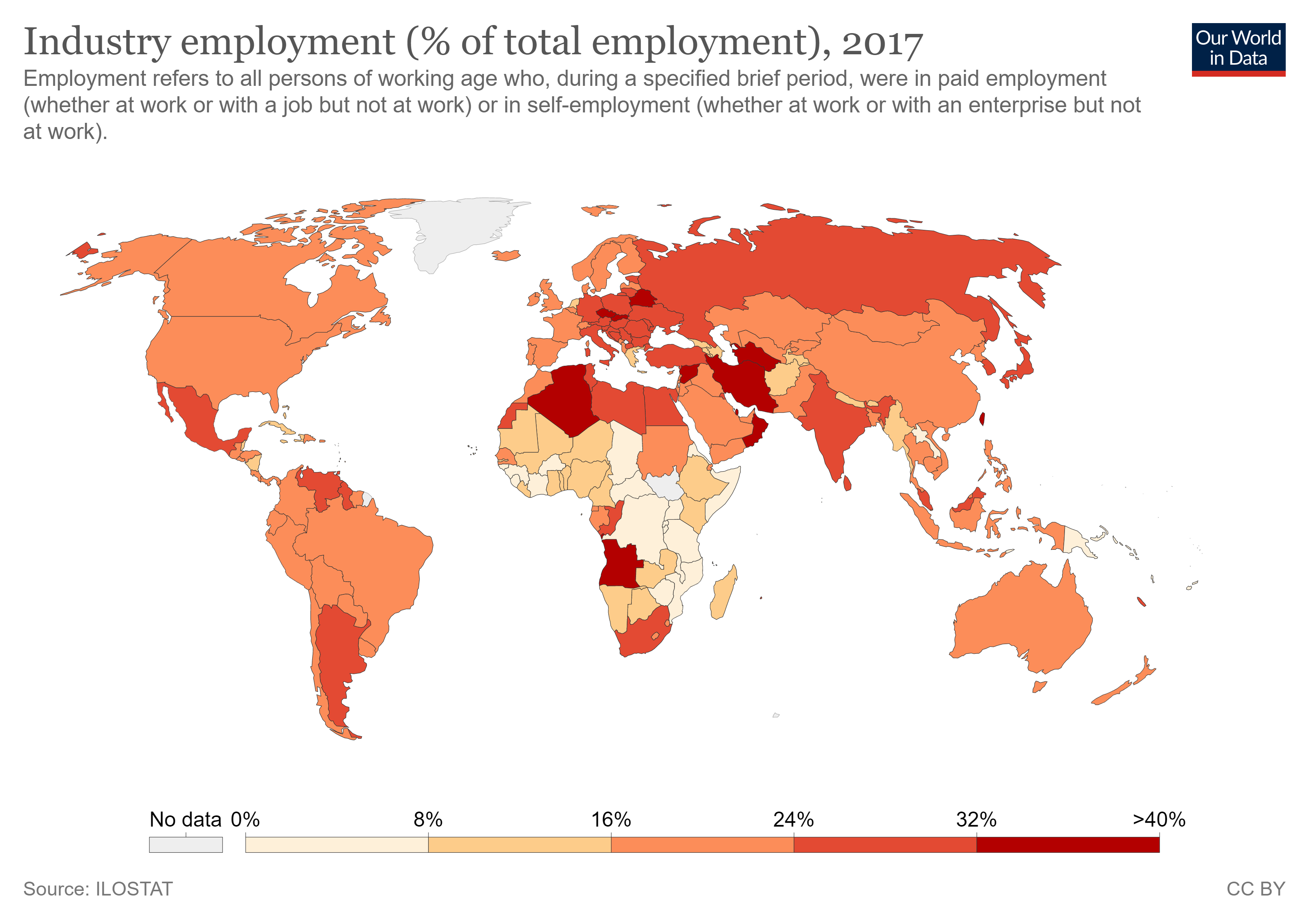
Emprego na indústria (% do emprego total).

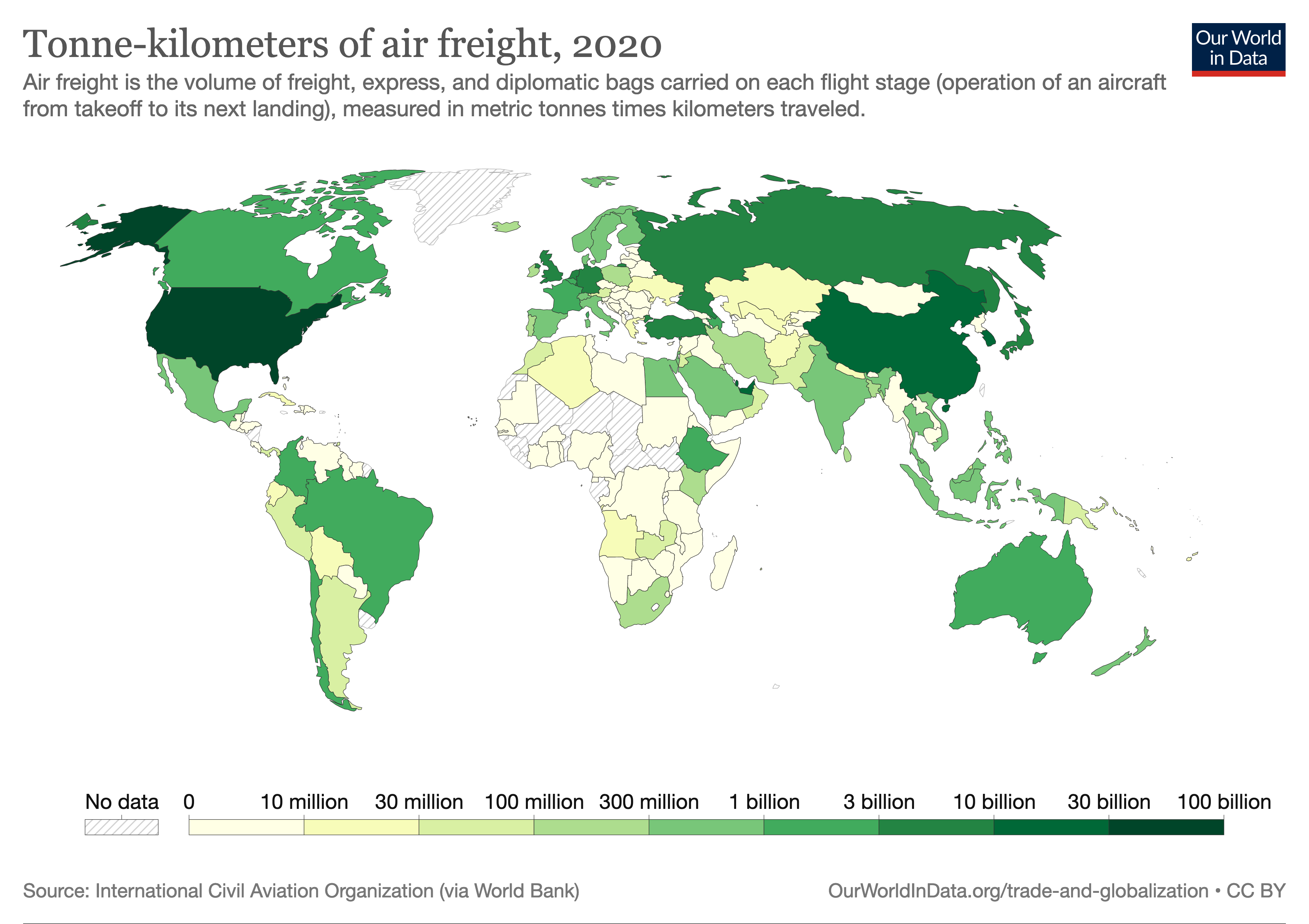
Transporte aéreo, carga (tonelada-km)

## Desafios

### Pandemia do covid-19
Mesmo antes do início da pandemia da COVID-19 em 2020, já se afirmava que o crescimento da indústria transformadora mundial estava em declínio. A pandemia impactou severamente as indústrias, causando perturbações nas cadeias de valor dos produtos e afetando a digitalização de empresas e serviços, como videoconferências, cuidados de saúde e teletrabalho.

## Monitoramento
Os relatórios de progresso de alto nível para todos os Objetivos de Desenvolvimento Sustentável (ODS) são publicados na forma de relatórios do Secretário-Geral das Nações Unidas. O mais recente é de abril de 20201. O relatório anterior data de maio de 20192. Além disso, as atualizações e o progresso também podem ser encontrados no site dos ODS, administrado pelas Nações Unidas. 

## Links externos
- Plataforma de Conhecimento sobre Desenvolvimento Sustentável
- Campanha “Objetivos Globais” - ODS 9
- SDG-Track.org - ODS 9
- ODS 9 da ONU nos EUA